# Повіт Самані
Пові́т Сама́ні (яп. 様似郡, さまにぐん, МФА: [samaɲi guɴ]) — повіт в Японії, в окрузі Хідака префектури Хоккайдо. 